# Felipe Folgosi
Luiz Felipe de Andrade Folgosi (São Paulo, 18 de maio de 1974) é um ator, roteirista e autor de histórias em quadrinhos brasileiro. O ator iniciou sua carreira em 1993 quando teve um papel de importância na minissérie Sex Appeal. Em seguida trabalhou na telenovela Olho no Olho, onde foi o protagonista Alef, além de Explode Coração e Corpo Dourado. Em 2003 interpretou um dos papéis centrais de Jamais te Esquecerei, no SBT. Logo após esteve em Começar de Novo e Os Ricos Também Choram.
Em 2006 assinou com a RecordTV e ingressou na reta final de Prova de Amor. Entre 2007 e 2009 ganhou destaque com um dos papéis centrais da  trilogia Caminhos do Coração, Os Mutantes e Promessas de Amor. Como apresentador Felipe participou do programa Tá Ligado no Canal Futura, no STV na Dança da TV Senac e o Acredite se Quiser na Rede Bandeirantes. Em 2014 assina contrato com o SBT, na qual interpreta Geraldo, o pai da Bia, na novela Chiquititas. Em 2016, Felipe fez uma participação na novela A Terra Prometida da RecordTV, como o guerreiro Elieber.
Como autor, ganhou em 2000 o Concurso Nacional de Dramaturgia promovido pelo Ministério da Cultura com a peça Um Outro Dia. Em 2015, estreou como roteirista de histórias em quadrinhos, com a graphic novel Aurora, publicada pelo Instituto HQ e financiada no site Catarse, em 2017 publicava uma outra história, também financiada no Catarse e publicada pelo Instituto HQ, ambos os projetos surgiram de roteiros de filmes que não chegaram a ser produzidos. Ainda em 2017, coproduziu o documentário Traço Livre - O Quadrinho Independente no Brasil.

## Carreira

### 1993–99: Primeiros trabalhos
Luz Felipe de Andrade Folgosi nasceu na cidade de São Paulo no dia 18 de maio de 1974. Ele começou sua carreira no teatro amador aos oito anos de idade, e estreou como profissional aos quinze. O ator começou sua carreira na televisão aos dezoito anos quando ingressou no elenco da minissérie Sex Appeal de Antônio Calmon. Este seria o primeiro trabalho de uma parceria duradoura entre Felipe e o autor de telenovelas da Rede Globo. No programa, Folgosi interpretava um jovem viciado que vivia à sombra de seu irmão interpretado por Nico Puig. Eventualmente, a minissérie tornaria-se conhecida por lançar várias carreiras de atores e atrizes como Carolina Dieckmann, Luana Piovani, Camila Pitanga, Danielle Winits e o próprio Felipe. Sobre a experiência, Felipe declarou: Não tinha a menor noção de câmara e enquadramento. A minissérie foi um batizado e tanto!
Na sequência, o jovem foi convidado por Calmon para protagonizar a telenovela Olho no Olho, que ele então preparava para o horário das sete, em seguida o jovem foi lançado ao horário nobre da emissora. Em 1995, Glória Perez convidou Felipe a participar de sua nova telenovela, Explode Coração, como o cigano Vladimir, que veio a formar um par romântico com a atriz Leandra Leal. Posteriormente, ele viria a focar-se no teatro e depois de terminar sua participação como o aventureiro Lucas em Corpo Dourado.

### 2000–05: Teatro e outros trabalhos
Felipe passou a estrelar a peça Qualquer Gato Vira-lata, de Juca de Oliveira. Ao seu lado na peça estavam os atores Giuseppe Oristânio e Fabiana Alvarez. A montagem continuou em cartaz por várias temporadas e em 2003 completou cinco anos de sucesso. Neste ínterim, Felipe teve que recusar papéis em Chiquinha Gonzaga, Um Anjo Caiu do Céu e Malhação, para poder continuar a se apresentar no espetáculo que era realizado apenas em São Paulo. Em 2000 interpretou um dos principais papéis da telenovela Vidas Cruzadas. A telenovela da Record estrelada por Patrícia de Sabrit e Dalton Vigh marcou a estreia do ator na emissora, ao mesmo tempo que o permitiu prosseguir com sua carreira no teatro.
Em 2003, Folgosi voltou à televisão com um papel em Jamais te Esquecerei, do SBT. A adaptação de um folhetim da Televisa previa que o seu personagem morreria na cena do casamento com a jovem Beatriz, interpretada por Ana Paula Tabalipa. Além disso, as gravações exigiam uma rotina pesada de gravações, ao contrário do que acontecia na Rede Globo, e isto desagradou o ator, por não haver tempo livre para outros projetos. No ano seguinte, Felipe se mudaria para os Estados Unidos da América, e pouco depois voltaria ao Brasil para, em uma nova parceria com o autor Antônio Calmon, co-estrelar a telenovela Começar de Novo no papel do personal trainer Rico. O ator procurava fugir dos estereótipos de bom moço e procurou realçar a veia cômica em seu personagem. Em entrevista ao jornal O Estado do Paraná, ele declarou:
A trama estrelada por Natália do Valle e Marcos Paulo sofreu com baixos índices de audiência, e com a pesada concorrência da Record, que então investia no seu núcleo de teledramaturgia e especialmente em A Escrava Isaura. Após finalizar seu trabalho na telenovela de Calmon, o ator foi contratado pelo SBT para viver um dos principais personagens da produção Os Ricos Também Choram, que sucederia Esmeralda na grade de programação da emissora. O projeto co-estrelado por Ludmila Dayer, Thaís Fersoza e Thierry Figueira conseguiu bons índices e foi gravado completamente em São Paulo, onde o ator residia.

### 2006–13:Os Mutantese amadurecimento
Em 2006, Folgosi foi convidado para fazer uma participação especial na telenovela Prova de Amor, de Tiago Santiago, ex-colaborador de Olho no Olho nessa época, Prova de Amor era um sucesso de audiência da Record. A participação acabou se tornando um papel regular e o Dr. Baltazar Matoso ficou na trama até o seu término no ano seguinte. Ele viria então a ganhar um contrato de longa duração com a emissora para participar de outras produções.
Em 15 de maio de 2007, a coluna UOL Televisão, de Kelly Valente, confirmou que Felipe Folgosi estaria no elenco de Caminhos do Coração, a sucessora de Vidas Opostas na grade de programação da Record. O ator foi escalado como Beto, um detetive que passou a participar de um triângulo amoroso que envolvia Maria Luz e seu irmão Marcelo, interpretados por Bianca Rinaldi e Leonardo Vieira, respectivamente. Para a mesma coluna, Felipe declarou:
Com o sucesso de Caminhos do Coração, a emissora pediu ao autor Tiago Santiago que transformasse numa trilogia, a segunda parte viria a estrear em maio de 2008 e foi chamada de  Os Mutantes - Caminhos do Coração e continuou a mostrar vários personagens de Caminhos do Coração, incluindo Beto, que então tornou-se agente do DEPECOM, em 2009, foi lançada a última parte da trilogia, Promessas de Amor, que teve a participação de Felipe enquanto vários outros atores e atrizes deixaram a trama. Em 2011, Apresentou o programa Acredite se Quiser na Band. Em 2012, fez parte do elenco da quinta edição do reality show A Fazenda da Rede Record, e conquistou o segundo lugar da competição.

### 2014–presente: Trabalhos recentes
Em 2014 , assina contrato com o SBT e entrar para o elenco da novela Chiquititas, na qual interpreta Geraldo , o pai da Bia. Em 2016 , assinou contrato para o elenco de A Terra Prometida, novela bíblica da emissora, interpretando Elieber. Em 2017, Felipe protagoniza a série 171-Negócio de Família, do canal Universal. Em 2022, apresentou propagandas do Partido Liberal (PL) no período pré-eleitoral, fazendo informes publicitários que iniciaram a propaganda para a reeleição do então presidente Jair Bolsonaro. No mesmo ano filiou-se ao PL para disputar o cargo de Deputado federal por São Paulo.

## Quadrinhos
Em novembro de 2014, o ator colocou o projeto de uma graphic novel de ficção científica chamada Aurora no financiamento coletivo no site Catarse, formado em cinema pela Fundação Armando Alvares Penteado com especialização em roteiro na Universidade da Califórnia em Los Angeles, o ator havia criado a história como um roteiro de cinema iniciado em 2004. A graphic novel foi lançada em outubro de 2015 pelo Instituto HQ, com roteiro adaptado próprio ator com o quadrinista Klebs Junior e ilustrada por Leno Carvalho.
Em junho de 2016, lançou outro projeto na plataforma, a graphic novel de terror Comunhão, lançada no ano seguinte pelo Instituto HQ, ilustrada por  J.B. Bastos, com capas de Will Conrad e Ivan Nunes, a HQ também surgiu de um roteiro de um filme criado por Folgosi. Ainda em 2017, coproduziu e apresentou o documentário Traço Livre - O Quadrinho Independente no Brasil. Em julho de 2018, lança no Catarse o financiamento de CHAOS, uma sequência de Aurora, ilustrada pelo desenhista argentino Emilio Utrera.
Em novembro de 2018, lançou Um Outro Dia, baseada em uma peça de teatro escrita em 1999, a HQ fala sobre o consumo de drogas ilícitas na adolescência com elementos de sobrenatural e foi publicada graças a uma parceria com a editora Lion Comics. Somente em maior de 2019, lançou CHAOS.
Em março de 2020, lança uma nova campanha de financiamento de Knock Me Out, com desenhos de Henrique Pereira, arte-final de Téo Pinheiro e cores de Vinicius Townsends, a graphic novel conta a história de um lutador brasileiro de jiu-jitsu nos Estados Unidos, assim como Comunhão, o roteiro foi escrito para um filme.
Em maio de 2021, lançou uma campanha de Omega, ilustrada por Chris Ciuffi e colorida por Vinicius Townsend que fecha uma trilogia formada com Aurora e CHAOS.

## Filmografia

### Televisão
| Ano        | Título                         | Personagem                       | Notas                                  |
| ---------- | ------------------------------ | -------------------------------- | -------------------------------------- |
| 1993       | Sex Appeal                     | Júlio Marchezzi                  | [ 30 ]                                 |
| 1993       | Olho no Olho                   | Alef Lowenstein                  | [ 31 ]                                 |
| 1995       | Explode Coração                | Vladimir                         | [ 32 ]                                 |
| 1997       | Você Decide                    | Fabrício                         | Episódio: A Droga                      |
| 1997       | Você Decide                    | Mário                            | Episódio: Bad Boys                     |
| 1997- 1999 | Tá Ligado?!                    | Apresentador                     | [ 34 ]                                 |
| 1998       | Corpo Dourado                  | Lucas Faria                      | [ 35 ]                                 |
| 1999       | Malhação                       | Daniel                           | Participação: Temporada 5              |
| 2000       | Vidas Cruzadas                 | Douglas Tavares                  | [ 36 ]                                 |
| 2001- 2002 | STV na Dança                   | Apresentador                     | [ 37 ]                                 |
| 2003       | Jamais Te Esquecerei           | Álvaro de Melo                   | [ 38 ]                                 |
| 2004       | Começar de Novo                | Henrique Almeida (Rico)          | [ 39 ]                                 |
| 2005       | Os Ricos Também Choram         | Bernardo Domingues               | [ 40 ]                                 |
| 2006       | Prova de Amor                  | Dr. Baltazar Matoso              | Episódios: 20 de maio–17 de julho      |
| 2007       | Caminhos do Coração            | Roberto Duarte Montenegro (Beto) | [ 42 ]                                 |
| 2008       | Os Mutantes                    | Roberto Duarte Montenegro (Beto) | [ 43 ]                                 |
| 2009       | Promessas de Amor              | Roberto Duarte Montenegro (Beto) | [ 44 ]                                 |
| 2010       | Louca Família                  | Nicholas Ferreira (Nick)         | Temporada 2                            |
| 2011       | Acredite se Quiser             | Apresentador                     | [ 46 ]                                 |
| 2012       | A Fazenda                      | Participante                     | Temporada 5                            |
| 2014       | O Negócio                      | Guilherme                        | Episódio: Por Que Não? Episódio: Greve |
| 2014       | Politicamente Incorreto        | Jefferson                        | [ 48 ]                                 |
| 2015       | Chiquititas                    | Geraldo Gaspar                   | [ 49 ]                                 |
| 2016       | A Terra Prometida              | Elieber                          | Episódios: 5–11 de julho               |
| 2017       | 171: Negócio de Família        | Diógenes                         | [ 51 ]                                 |
| 2018       | Que Maravilha! Aula de Cozinha | Participante                     | Temporada 1                            |
| 2019       | As Aventuras de Poliana        | Luciano Ferreira                 | Episódios: 9–28 de outubro             |

### Cinema

#### Como ator
| Ano  | Título              | Personagem             |
| ---- | ------------------- | ---------------------- |
| 2002 | O Príncipe          | Rapeleiro              |
| 2014 | A Grande Vitória    | Amigo de Max           |
| 2016 | A Percepção do Medo | Cesar                  |
| 2019 | Eu Sou Brasileiro   | Edgar                  |
| 2022 | Um Broto Legal      | Diretor da Gravadora   |
| 2022 | Código do Armagedom | Chefe da Ordem Mundial |
| 2023 | Rodeio Rock         | Jacques Barreto        |
| 2024 | Oficina do Diabo    | Abel                   |

#### Como roteirista
| Ano  | Título      |
| ---- | ----------- |
| 2023 | Rodeio Rock |

## Teatro

#### Como ator
| Ano        | Título                     |
| ---------- | -------------------------- |
| 1994       | Meus Prezados Canalhas     |
| 1994       | Zero de Conduta            |
| 1995       | Péricles                   |
| 1995       | Se Você Me Ama             |
| 1996       | A Bossa da Conquista       |
| 1997       | Nó de Gravata              |
| 1998       | A Bela e a Fera            |
| 1998- 2004 | Qualquer Gato Vira-Lata    |
| 2011- 2012 | Disney Killer              |
| 2013       | Cliques de Família         |
| 2014       | Cartas de Um Sedutor       |
| 2014       | Opus 12 para Vozes Humanas |
| 2015       | Aula Magna com Stalin      |

#### Como autor
| Ano  | Título       |
| ---- | ------------ |
| 1999 | Um Outro Dia |

## Livros
2015- Aurora - São Paulo: Editora IHQ
2017- Comunhão - São Paulo: Instituto HQ (Parceria com Jb Bastos)
2018- Um Outro Dia - São Paulo: Editora 100% Cristão (Ilustrações de Victor Uchoa)
2019- Chaos - São Paulo: Editora Yosemite (Ilustrações de Emilio Utera)
2020- Knock Me Out - São Paulo: Editora Yosemite (Traço de Henrique Pereira e Cores de Vinicius Towsend)
2021- Omega - São Paulo: Editora Yosemite

2023- Lambo - São Paulo: Editora Yosemite